# Kurt Blumenfeld
Kurt Blumenfeld (29 de maio de 1884 – 21 de maio de 1963) foi um sionista alemão, nascido em Marggrabowa, Prússia Oriental. Ele foi o secretário geral da Organização Sionista Mundial de 1911 a 1914, em Berlim. Ele morreu em Jerusalém.